# Polyvinylalkohol

Chemická struktura polyvinylalkoholu

Polyvinylalkohol (zkratka PVOH, PVA,[zdroj⁠?!] nebo PVAL) je ve vodě rozpustný syntetický polymer.

## Výroba
Polymer polyvinylalkohol se vyrábí alkalickou hydrolýzou polyvinylacetátu např. v methanolu. Monomer vinylalkohol je velmi nestabilní, jelikož snadno tautomerizuje ze své enol formy na aldo formu (acetaldehyd). Proto polyvinylalkohol obsahuje stále určité množství polyvinylacetátových skupin, které tento polymer modifikují a jsou příčinou jeho dost proměnlivých vlastností.